# Route nationale 573
Die N573 war von 1933 bis 1973 eine französische Nationalstraße, die zwischen der N7 östlich von Avignon und der N96 nordöstlich von Aix-en-Provence verlief. Ihre Länge betrug 73,5 Kilometer. Von 1978 bis 2006 gab es eine N573 auf der alten Trasse der N568, wo sie diese mit der N453 (ehemalige Trasse der N113) verband. Heute trägt dieser Abschnitt die Nummer D573.